# Ривас, Мартин
Марти́ньо Ри́вас (галис. Martiño Rivas) — испанский галисийский актёр, сын литератора и журналиста Мануэля Риваса.

## Биографические данные
Мартин Ривас родился 10 января 1985 года в городе Ла-Корунья на северо-западе Испании. Его актёрский дебют состоялся в возрасте 13-ти лет, в одном из эпизодов телесериала «Mareas vivas» (1998 год). В 2006 году Мартин играл в таких телесериалах, как «SMS» и «Maridos e mulleres». С 2007 года он исполнял роль Маркоса Новоа Пасоса в молодёжном мистическом сериале «Чёрная лагуна» («Интернат»), всего снялся в 71-м эпизоде.
В 2008 году на экраны вышел фильм «Слепые подсолнухи», Мартин исполнил в нём роль Лало, за которую был номинирован на получение кинопремии «Гойя» в категории «Лучший начинающий актёр».

## Фильмография
| Кино и телевидение | Кино и телевидение | Кино и телевидение   | Кино и телевидение |
| Год                | Название           | Оригинал названия    | Роль               |
| ------------------ | ------------------ | -------------------- | ------------------ |
| 2023               | Начо               | Nacho                | Начо Видал         |
| 2022               | Сила мира          | Fuerza de paz        | Игнасио Морено     |
| 2017—2020          | Телефонистки       | Las chicas del cable | Карлос Сифуентес   |
| 2012—2013          | Дар Альбы          | El don de Alba       | Пабло Эскудеро     |
| 2008               | Слепые подсолнухи  | Los girasoles ciegos | Лало               |
| 2007—2010          | Чёрная лагуна      | El Internado         | Маркос Новоа Пасос |
| 2006               | Мечтать без страха | SMS                  | Моисес             |
| 2005               | Мужья и жёны       | Maridos e mulleres   | Давид              |
| 1998—1999          | Приливы            | Mareas vivas         | Дани               |

## Награды
| Goya Awards | Goya Awards  | Goya Awards       | Goya Awards |
| Год         | Категория    | Кино              | Результат   |
| ----------- | ------------ | ----------------- | ----------- |
| 2008        | Лучший дебют | Слепые подсолнухи | Номинирован |

| Кино и телевидения Фестиваль Ислантилле | Кино и телевидения Фестиваль Ислантилле | Кино и телевидения Фестиваль Ислантилле | Кино и телевидения Фестиваль Ислантилле |
| Год                                     | Категория                               | Кино                                    | Результат                               |
| --------------------------------------- | --------------------------------------- | --------------------------------------- | --------------------------------------- |
| 2009                                    | Chameleon Чести (Откровение Award)      | Чёрная лагуна                           | Победитель                              |

| Откровение фильм Талант премии испанского | Откровение фильм Талант премии испанского | Откровение фильм Талант премии испанского | Откровение фильм Талант премии испанского |
| Год                                       | Категория                                 | Кино                                      | Результат                                 |
| ----------------------------------------- | ----------------------------------------- | ----------------------------------------- | ----------------------------------------- |
| 2008                                      | Интерпретация Откровение                  | Чёрная лагуна The Blind подсолнухи        | Номинирован                               |

| Виейра ди-Плата наград | Виейра ди-Плата наград | Виейра ди-Плата наград | Виейра ди-Плата наград |
| Год                    | Категория              | Кино                   | Результат              |
| ---------------------- | ---------------------- | ---------------------- | ---------------------- |
| 2008                   | Лучший дебют           | Чёрная лагуна          | Победитель             |

| EP3 наград | EP3 наград   | EP3 наград        | EP3 наград |
| Год        | Категория    | Кино              | Результат  |
| ---------- | ------------ | ----------------- | ---------- |
| 2008       | Лучший дебют | Слепые подсолнухи | Победитель |